# 파푸아뉴기니 기술 대학교

유니테크 커피 하우스

파푸아뉴기니 기술대학교(Papua New Guinea University of Technology)는 파푸아뉴기니 모로베주 라에에 위치한 대학교이다.

## 개설 과정
유니테크는 다음 분야의 과정을 제공한다:
- 농업
- 건축
- 건설 경영 (이전 2019년에 건물이었고 다시 돌아옴)
- 응용 과학
  - 화학
  - 식품 공학
  - 물리학
- 경영학
  - 회계학
  - 경영
  - 경제학
  - 정보 기술
- 개발 연구를 위한 커뮤니케이션
- 컴퓨터 과학
- 공학
  - 토목
  - 통신
  - 전기

전기 공학과에서 제공하는 학사 학위는 두 가지이다. 통신 공학과 전기 공학. 학생들은 학업 마지막 해에 선택한 분야를 전공한다. 이 과정은 4년제이다.
- - 기계
  - 광업
- 임업
- 임업은 2년제 디플로마 프로그램과 4년제 학위 프로그램을 모두 가지고 있다. 임학 학사를 취득하는 학생들은 보통 1학년을 본교 캠퍼스(타라카)에서, 2학년과 3학년을 불롤로 임업 대학(디플로마 학생들과 함께)에서, 그리고 마지막 학년을 본교 캠퍼스에서 보낸다.
- 수학
- 측량

## 같이 보기
- 임업 대학 및 단과대학 목록